# Scherma ai Giochi della XXVII Olimpiade - Spada individuale femminile
Il torneo di spada individuale femminile dei giochi olimpici di Sydney 2000 si è svolto il 17 settembre 2000 presso il Sydney Exhibition Centre

## Programma
| Date                        | Time        | Round                                                              |
| --------------------------- | ----------- | ------------------------------------------------------------------ |
| Domenica, 17 settembre 2000 | 09:30 17:30 | Trentaduesimi Sedicesimi Ottavi Quarti di finale Semifinali Finali |

## Risultati

### Finali
|  | Semifinali             | Semifinali             | Semifinali |            |                        | Finale                 | Finale                | Finale             |  |
|  |                        |                        |            |            |                        |                        |                       |                    |  |
|  | Gianna Hablützel-Bürki | Gianna Hablützel-Bürki | 15         |            |                        |                        |                       |                    |  |
|  | Gianna Hablützel-Bürki | Gianna Hablützel-Bürki | 15         |            |                        |                        |                       |                    |  |
|  | Tatyana Logunova       | Tatyana Logunova       | 12         |            |                        |                        |                       |                    |  |
|  | Tatyana Logunova       | Tatyana Logunova       | 12         |            | Gianna Hablützel-Bürki | Gianna Hablützel-Bürki | 11                    |                    |  |
|  |                        |                        |            |            | Gianna Hablützel-Bürki | Gianna Hablützel-Bürki | 11                    |                    |  |
|  |                        |                        | Tímea Nagy | Tímea Nagy | 15                     |                        |                       |                    |  |
|  | Tímea Nagy             | Tímea Nagy             | Tímea Nagy | Tímea Nagy | 15                     | 15                     |                       |                    |  |
|  | Tímea Nagy             | Tímea Nagy             |            |            |                        | 15                     |                       |                    |  |
|  | Laura Flessel-Colovic  | Laura Flessel-Colovic  | 14         |            |                        | Finale terzo posto     | Finale terzo posto    | Finale terzo posto |  |
|  | Laura Flessel-Colovic  | Laura Flessel-Colovic  | 14         |            |                        |                        |                       |                    |  |
|  |                        |                        |            |            |                        |                        |                       |                    |  |
|  |                        |                        |            |            |                        | Tatyana Logunova       | Tatyana Logunova      | 6                  |  |
|  |                        |                        |            |            |                        | Tatyana Logunova       | Tatyana Logunova      | 6                  |  |
|  |                        |                        |            |            |                        | Laura Flessel-Colovic  | Laura Flessel-Colovic | 14                 |  |